# Taylorsville (Kentucky)
Taylorsville és una població dels Estats Units a l'estat de Kentucky. Segons el cens del 2008 tenia 4.745 habitants.

## Demografia
Segons el cens del 2000, Taylorsville tenia 1.009 habitants, 427 habitatges, i 234 famílies. La densitat de població era de 533,7 habitants/km².
Dels 427 habitatges en un 28,1% hi vivien nens de menys de 18 anys, en un 34,2% hi vivien parelles casades, en un 18,7% dones solteres, i en un 45% no eren unitats familiars. En el 40,7% dels habitatges hi vivien persones soles el 17,6% de les quals corresponia a persones de 65 anys o més que vivien soles. El nombre mitjà de persones vivint en cada habitatge era de 2,1 i el nombre mitjà de persones que vivien en cada família era de 2,83.
Per edats la població es repartia de la següent manera: un 21,5% tenia menys de 18 anys, un 9,9% entre 18 i 24, un 25,2% entre 25 i 44, un 19,7% de 45 a 60 i un 23,7% 65 anys o més.
L'edat mediana era de 41 anys. Per cada 100 dones de 18 o més anys hi havia 67,1 homes.
La renda mediana per habitatge era de 19.271$ i la renda mediana per família de 30.000$. Els homes tenien una renda mediana de 24.643$ mentre que les dones 22.321$. La renda per capita de la població era de 12.451$. Entorn del 27,3% de les famílies i el 30,8% de la població estaven per davall del llindar de pobresa.

## Poblacions més properes
El següent diagrama mostra les poblacions més properes.